# تیلر میل (کنتاکی)
تیلر میل (به انگلیسی: Taylor Mill) شهری در ایالت کنتاکی کشور ایالات متحده آمریکا است که جمعیت آن در سرشماری سال ۲۰۱۰ میلادی، ۶٬۶۰۴ نفر بوده‌است.